# Haplomitrium mnioides
Haplomitrium mnioides là một loài Rêu trong họ Haplomitriaceae. Loài này được (Lindb.) R.M. Schust. mô tả khoa học đầu tiên năm 1963.